# Чжоу Шоуин
Чжоу Шоуин (кит. упр. 周守英; род. 11 сентября 1969, неизвестно) — китайская гребчиха, выступавшая за сборную Китая по академической гребле в конце 1980-х — начале 1990-х годов. Серебряная и бронзовая призёрка летних Олимпийских игр в Сеуле, обладательница серебряной медали чемпионата мира, чемпионка Азиатских игр в Пекине, участница многих регат национального и международного значения.

## Биография
Чжоу Шоуин родилась 11 сентября 1969 года.
Дебютировала на взрослом международном уровне в сезоне 1988 года, когда вошла в основной состав китайской национальной сборной и благодаря череде удачных выступлений удостоилась права защищать честь страны на летних Олимпийских играх в Сеуле, где стартовала сразу в двух женских распашных дисциплинах. В составе четырёхместного рулевого экипажа, куда также вошли гребчихи Чжан Сянхуа, Ян Сяо, Ху Ядун и рулевая Ли Жунхуа, показала в финале второй результат, отстав почти на три секунды от титулованной команды Восточной Германии, и тем самым завоевала серебряную олимпийскую медаль. При этом в восьмёрках совместно с Чжоу Сюхуа, Чжан Яли, Хэ Яньвэнь, Хань Яцинь, Ху Ядун, Ян Сяо, Чжан Сянхуа и Ли Жунхуа в решающем финальном заезде пришла к финишу третьей позади экипажей из ГДР и Румынии — таким образом добавила в послужной список бронзовую олимпийскую награду.
В 1989 году побывала на чемпионате мира в Бледе, откуда привезла награду серебряного достоинства, выигранную в зачёте распашных безрульных четвёрок — в финале пропустила вперёд только спортсменок из ГДР.
В 1990 году в безрульных двойках одержала победу на домашних летних Азиатских играх в Пекине, была пятой в восьмёрках на мировом первенстве в Тасмании.
На чемпионате мира 1991 года в Вене показала четвёртый результат в безрульных четвёрках и седьмой результат в рулевых восьмёрках.
Находясь в числе лидеров гребной команды Китая, благополучно прошла отбор на Олимпийские игры 1992 года в Барселоне. На сей раз попасть в число призёров не смогла, финишировала четвёртой в безрульных четвёрках и пятой в рулевых восьмёрках.
После барселонской Олимпиады Чжоу ещё в течение некоторого времени оставалась в составе китайской национальной сборной и продолжала принимать участие в крупнейших международных регатах. Так, в 1993 году она выступила на мировом первенстве в Рачице, где заняла четвёртое место в восьмёрках.